# ヘンドラ・セティアワン
ヘンドラ･セティアワン（Hendra Setiawan、1984年8月25日 - ）は、インドネシアの男子バドミントン選手。中部ジャワ州ペマラン出身。世界選手権を歴代最多の4回優勝している。

## 経歴
国際大会ではマルキス・キドとのペアで2007年世界選手権、2008年北京オリンピック、2010年アジア大会の男子ダブルスで優勝した。また、2013年、2015年の世界選手権では、モハマド・アッサンとのペアで男子ダブルスで金メダルを獲得した。
2010年7月から日本の実業団チーム･トナミ運輸でプレーしており、日本リーグや全日本実業団選手権などの団体戦に出場し活躍したが、2012年末に退部した。
2018年にモハマド・アッサンとペアを再結成し、2019年の全英オープン、世界選手権、BWFワールドツアーファイナルズで優勝した。